# Funicolare di San Michele in Bosco
La funicolare di San Michele in Bosco fu un impianto funicolare di Bologna, attivato nel 1888. Collegava i Giardini Margherita alla collina di San Michele in Bosco, sede del Padiglione che ospitava l'Esposizione Nazionale di Belle Arti, nell'ambito della Grande esposizione emiliana del 1888.
Fu progettata da Alessandro Ferretti, ingegnere noto anche per altre realizzazioni simili, tra cui la funicolare di San Luca.

## Storia
(Alessandro Ferretti, 1885)

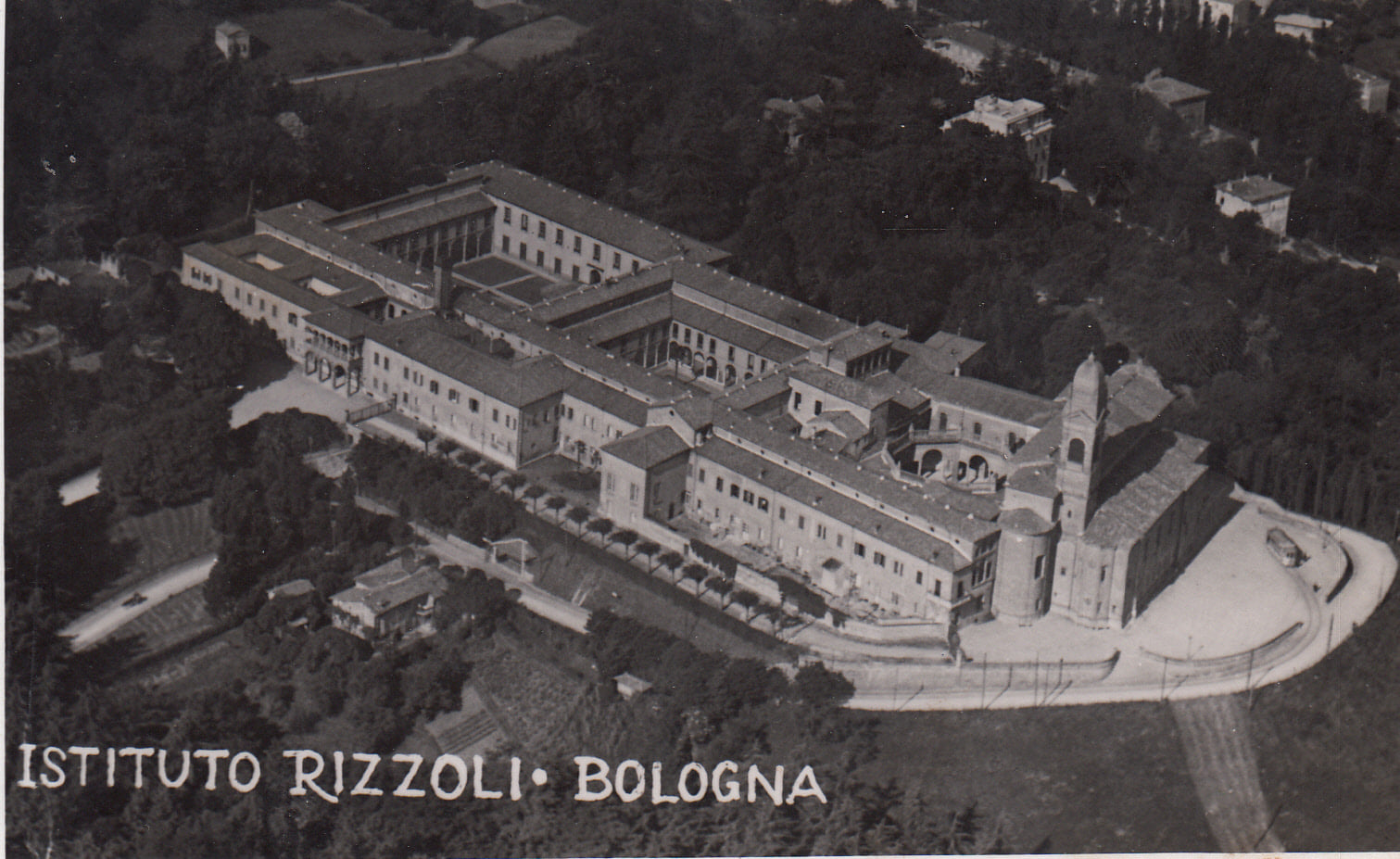
Una veduta di San Michele in Bosco, a Bologna, negli anni 1910, in una cartolina d'epoca. È visibile la linea tranviaria per San Michele in Bosco, che fu inaugurata il 24 novembre 1911; si vede inoltre il sedime della preesistente funicolare.

L'opera fu progettata e realizzata dall'ingegner Ferretti, che già dal 1882 aveva iniziato a progettare un analogo impianto, la funivia di San Luca.
Vedendosi negata la concessione comunale per la realizzazione dell'opera, Ferretti ritenne di legarne l'attivazione, insieme a quella dell'impianto di San Michele in Bosco, con la Grande esposizione emiliana del 1888, prevista a Bologna in concomitanza con l'ottavo centenario dell'Università di Bologna e il quarantesimo anniversario dell'8 agosto. Ferretti richiese direttamente al Ministero dei lavori pubblici l'autorizzazione per impiantare le due funicolari nel solo periodo dell'esposizione; l'una avrebbe collegato i Giardini Margherita al colle di San Michele in Bosco, mentre l'altra avrebbe collegato l'Arco del Meloncello con il Forte Costantini. Il permesso ministeriale fu accordato.
Il 19 agosto 1888 la funicolare di San Michele in Bosco entrò in funzione, contestualmente all'attivazione della funicolare di San Luca.
La funicolare consentiva ai visitatori di raggiungere l'Esposizione di Belle Arti, collocata nell'ex monastero di San Michele in Bosco. La chiesa era inoltre raggiunta da un servizio di tram a vapore, con partenza dal viale adiacente al piazzale centrale dei Giardini e capolinea sul Colle, seguendo un percorso lungo la via Panoramica. Il servizio di funicolare ebbe un notevole successo; dopo le ore 18, per favorire l'afflusso del pubblico anche nelle ore serali, il costo del biglietto era ridotto a 15 centesimi a corsa.
L'Esposizione durò dal 6 maggio all'11 novembre 1888. Le due funicolari proseguirono il proprio servizio fino al 31 dicembre dello stesso anno. Il servizio fu riattivato il 21 aprile 1889, grazie all'ottenimento di una nuova concessione che consentiva la ripresa dell'esercizio in via provvisoria; l'attività cessò definitivamente tre mesi dopo, nel luglio 1889.

## Infrastruttura
La funicolare era dotata di due binari, su cui operavano due vagoni da 15 posti ciascuno, per una capienza totale di 30 persone.
L'impianto riceveva energia da una macchina a vapore da 12 cavalli, che consentiva ai vagoni di superare in poco meno di due minuti un dislivello di circa 50 metri, con un percorso di circa 200 metri.